# Ti piace Hitchcock?
Ti piace Hitchcock? è un film per la televisione del 2005, diretto da Dario Argento.

## Trama
Il film comincia con il protagonista Giulio che, da bambino, corre in bicicletta per le foreste dell'astigiano. Si ferma davanti ad un casolare dove, all'interno, vede due donne che stanno sgozzando un gallo. Spierà la scena dalla finestra per fuggire alla disperata poco dopo inseguito dalle due misteriose donne. È una scena che funge da spiegazione alle manie voyeuristiche del protagonista. Sasha e Federica si conoscono in una videoteca, e catturano l'attenzione di Giulio, un giovane studente di cinema. Giulio, scoperto che Sasha abita nel palazzo di fronte al suo, incomincia a spiarla. Una notte, Giulio sente delle urla provenire dal palazzo di Sasha per scoprire poi che la madre di Sasha è stata brutalmente assassinata. Giulio, pensando alla trama del film Delitto per delitto di Alfred Hitchcock, si pone delle domande sul perché due ragazze, completamente differenti, si frequentano così tanto e perché la madre di Sasha è stata uccisa proprio come accade nella pellicola.
Giulio comincia ad indagare, ma una sera spiando Federica scopre che avendo rubato dei soldi dai clienti è costretta ad avere rapporti sessuali con il capo in cambio del suo silenzio. Scoperto, Giulio è costretto a fuggire. Un mattino, Andrea (il proprietario della videoteca) porta a Giulio i film più belli di Hitchcock. Quando poi Andrea cerca di assassinarlo per aver spiato il discorso tra il capo di Federica e lei, si intuisce che è stato pagato per ucciderlo. Arrivano in tempo la madre con il nuovo marito che salvano Giulio ma non riescono ad acciuffare Andrea che viene investito da un'auto. Nel frattempo viene arrestata Sasha come mandante dell'omicidio di sua madre, mentre Andrea è ritenuto l’esecutore materiale. 
Una sera Giulio e la sua ragazza (non più scettica sui sospetti di Giulio dopo il tentato omicidio di Andrea) vedono una donna con la giacca nera, la parrucca nera e i guanti neri e decidono di seguirla. Giulio riconoscendo Federica, chiede alla sua ragazza di chiamare l'ispettore, che giunge sul luogo. Inizia così un inseguimento e Federica, vistasi senza via di scampo, tenta allora di suicidarsi ma viene salvata dall'ispettore e dalla ragazza di Giulio. Federica era tornata sul luogo del delitto perché nella foga, aveva scambiato la chiave che le aveva dato Sasha per entrare, mettendo per errore la sua, che ora voleva recuperare; la ragazza confessa e viene quindi arrestata per l’omicidio della madre di Sasha.

## Produzione
Questo TV movie è una coproduzione internazionale: è infatti realizzato dal produttore italiano Carlo Bixio per Genesis Motion Pictures, Rai Trade e Rai Fiction; e dal produttore spagnolo Joan Antoni Gonzalez i Serret per ICC e Televisió de Catalunya.
Il film è di genere horror, thriller e giallo.
Il film venne girato a Torino durante l'estate del 2004.

## Distribuzione
Con il titolo internazionale Do you like Hitchcock?, tra il 2005 e il 2006 il film venne distribuito in DVD per l'home video in diversi paesi del mondo, e proiettato in alcuni festival cinematografici europei.
Venne trasmesso in prima visione italiana da Raidue il 24 agosto 2007 in prima serata, con la segnaletica "vietato ai minori". In Spagna venne mandato in onda nel 2005 sulla Televisió de Catalunya.
Il film negli Stati Uniti d'America è piuttosto raro da reperire, poiché non ne esiste un DVD singolo con custodia: il film si trova soltanto nel Dario Argento Box Set, un cofanetto contenente 5 film del regista dove si trova anche The Card Player (Il cartaio), anch'esso raro ma disponibile in DVD singolo.